# Christopher Jones (Radsportler)
Christopher Jones (* 6. August 1979 in Redding) ist ein US-amerikanischer Radrennfahrer.

## Karriere
Christopher Jones wurde in seiner Jugendzeit 1994 US-amerikanischer Meister im Straßenrennen. Im Männerbereich war Jones zunächst vor allem im Querfeldeinrennen aktiv und gewann 2007 und 2008 in Farmington und Los Angeles Wettbewerbe des internationalen Kalenders. Im Straßenradsport fuhr er 2007 bei dem Continental Team Nerac Pro Cycling und zwischen 2008 beim Team Type 1. 2011 wechselte er zum Professional Continental TeamUnitedHealthcare und beendete für diese Mannschaft 2012 die Tour of Britain auf dem fünften Gesamtrang. Bei den US-Straßenmeisterchaften 2014 wurde er Vierter.

## Erfolge
2007
- Cross Chainbiter 9.0, Farmington

2008
- Dam Cross, Los Angeles

## Teams
- 2007 Nerac Pro Cycling
- 2008 Team Type 1
- 2009 Team Type 1
- 2010 Team Type 1
- 2011 UnitedHealthcare Pro Cycling
- 2012 UnitedHealthcare Pro Cycling Team
- 2013 UnitedHealthcare Pro Cycling Team
- 2014 UnitedHealthcare Professional Cycling Team
- 2015 UnitedHealthcare Professional Cycling Team
- 2016 UnitedHealthcare Professional Cycling Team
- 2017 UnitedHealthcare Professional Cycling Team